# Mouzay, Meuse
Mouzay är en kommun i departementet Meuse i regionen Grand Est (tidigare regionen Lorraine) i nordöstra Frankrike. Kommunen ligger i kantonen Stenay som tillhör arrondissementet Verdun. År 2022 hade Mouzay 650 invånare.

## Befolkningsutveckling
Antalet invånare i kommunen Mouzay
| Referens: INSEE |